# SIAI-Marchetti SM-102
Il SIAI-Marchetti SM-102 era un bimotore da trasporto passeggeri realizzato dall'azienda Italiana SIAI-Marchetti negli anni cinquanta e successivamente convertito all'uso militare.
Derivato dal monomotore SM-101 accantonato per l'impossibilità di trovare spazi di mercato per quella tipologia di velivolo, l'azienda decise di proporre sul mercato internazionale, tra cui India, medio ed estremo oriente, un velivolo dalle caratteristiche più idonee. Il prototipo volò per la prima volta il 24 febbraio 1949 ma pur vantando caratteristiche all'altezza del ruolo l'azienda non ricevette alcun ordine. Di conseguenza ne venne realizzata una versione più spartana e proposta come aereo da trasporto all'Aeronautica Militare, che nel primo dopoguerra aveva la necessità di reintegrare il parco volante decimato dagli eventi bellici della seconda guerra mondiale. Il modello così modificato volò per la prima volta il 7 aprile 1950 riscontrando questa volta l'apprezzamento da parte delle autorità militari che ne richiesero una piccola serie.

## Tecnica
IL prototipo dell'SM.101 era caratterizzato da una fusoliera dotata di cabina di pilotaggio chiusa a due posti affiancati, seguita da un vano passeggeri dalla capacità di 8 posti a sedere e che terminava in una coda dall'impennaggio classico monoderiva. L'ala era montata bassa ed a sbalzo. Il carrello d'atterraggio era un triciclo classico, anteriormente retrattile, integrato posteriormente da un ruotino d'appoggio posto sotto la coda. La propulsione era affidata ad due motori 8 cilindri a V rovesciata Ranger SGV-770C-1B da 500 hp (373 kW) montati sul bordo d'attacco alare.
Il modello militare era caratterizzato, oltre che da una sezione passeggeri e merci più spartana, dall'adozione dei meno potenti motori radiali Pratt & Whitney R-985.

## Utilizzatori

### Civili
Italia
- Transavia

### Militari
Italia
- Aeronautica Militare